# 24305 Darrellparnell
24305 Darrellparnell (1999 YG4) là một tiểu hành tinh vành đai chính được phát hiện ngày 16 tháng 12 năm 1999 bởi G. Hug và G. Bell ở Farpoint Observatory.